# Глендів (Монтана)
Глендів (англ. Glendive) — місто (англ. city) в США, адміністративний центр округу Доусон штату Монтана. Населення — 4873 особи (2020).

## Географія

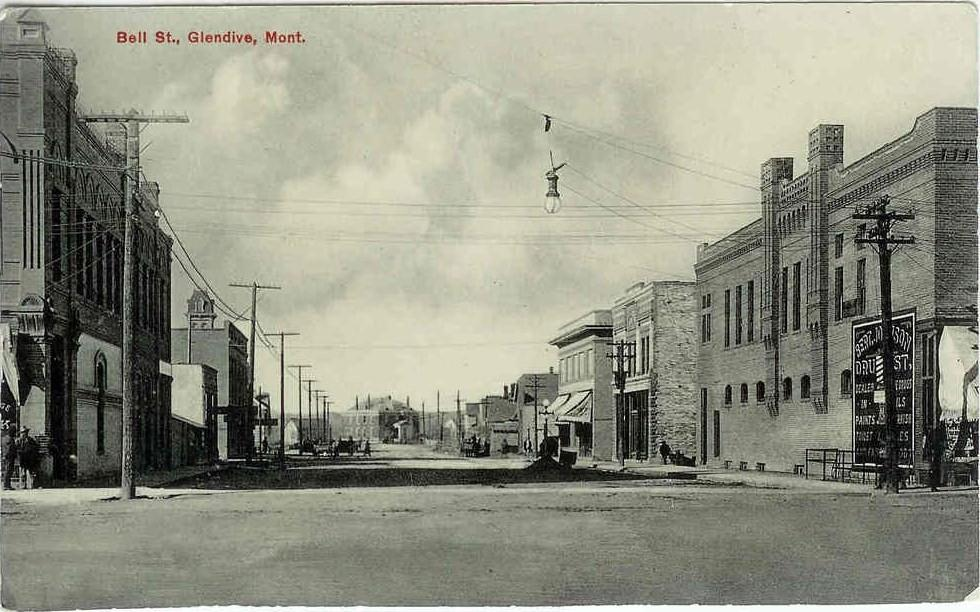
Белл-стріт 1913 року

Глендів розташоване в східній частині штату між річкою Єллоустон та обширними бедлендом, у зв'язку з чим девізом міста є «Хороші люди, оточені поганими землями». Через Ґлендів проходить шосе I-94.
Площа Глендіва становить 8,68 км², відкритих водних просторів практично немає. На захід від міста, за річкою, розташована статистично відособлена місцевість Вест-Глендів, що має приблизно таку ж площу, що і саме Глендів, і в два з половиною рази менше населення. Глендів та Вест-Глендів обслуговує аеропорт Dawson Community Airport.
Глендів розташований за координатами 47°6′23″ пн. ш. 104°42′39″ зх. д. / 47.10639° пн. ш. 104.71083° зх. д. (47.106474, -104.710855).  За даними Бюро перепису населення США в 2010 році місто мало площу 8,68 км², з яких 8,59 км² — суходіл та 0,09 км² — водойми.

### Клімат
| Клімат : Ґлендів                   | Клімат : Ґлендів | Клімат : Ґлендів | Клімат : Ґлендів | Клімат : Ґлендів | Клімат : Ґлендів | Клімат : Ґлендів | Клімат : Ґлендів | Клімат : Ґлендів | Клімат : Ґлендів | Клімат : Ґлендів | Клімат : Ґлендів | Клімат : Ґлендів | Клімат : Ґлендів |
| Показник                           | Січ.             | Лют.             | Бер.             | Квіт.            | Трав.            | Черв.            | Лип.             | Серп.            | Вер.             | Жовт.            | Лист.            | Груд.            | Рік              |
| Абсолютний максимум, °C            | 17,8             | 22,8             | 29,4             | 34,4             | 40,0             | 43,3             | 47,2             | 45,0             | 41,1             | 35,0             | 26,7             | 22,2             | 47,2             |
| Середній максимум, °C              | −1,3             | 2,1              | 8,3              | 15,8             | 21,5             | 26,7             | 31,3             | 31,0             | 24,4             | 16,1             | 6,0              | −0,5             | 15,2             |
| Середня температура, °C            | −7,5             | −4,7             | 1,3              | 8,2              | 14,1             | 19,2             | 23,2             | 22,6             | 16,1             | 8,7              | 0,3              | −6,5             | 7,7              |
| Середній мінімум, °C               | −13,7            | −11,1            | −5,4             | 0,7              | 6,6              | 11,9             | 14,9             | 13,8             | 7,7              | 1,2              | −6               | −12,2            | 0,8              |
| Абсолютний мінімум, °C             | −44,4            | −45,6            | −34,4            | −21,1            | −8,9             | −1,7             | 2,8              | 0,0              | −10              | −25              | −32,8            | −41,1            | −45,6            |
| Норма опадів, мм                   | 9                | 8                | 16               | 33               | 54               | 62               | 47               | 34               | 36               | 26               | 11               | 9                | 345              |
| ---------------------------------- | ---------------- | ---------------- | ---------------- | ---------------- | ---------------- | ---------------- | ---------------- | ---------------- | ---------------- | ---------------- | ---------------- | ---------------- | ---------------- |
| Джерело: NOAA (normals, 1981–2010) |                  |                  |                  |                  |                  |                  |                  |                  |                  |                  |                  |                  |                  |

## Демографія
Згідно з переписом 2010 року, у місті мешкало 4935 осіб у 2060 домогосподарствах у складі 1190 родин. Густота населення становила 568 осіб/км².  Було 2267 помешкань (261/км²).
Расовий склад населення:
| - 94,4 % — білих - 2,4 % — корінних американців - 0,5 % — чорних або афроамериканців - 0,4 % — азіатів - 0,1 % — вихідців з тихоокеанських островів |

До двох чи більше рас належало 1,8 %. Частка іспаномовних становила 2,4 % від усіх жителів.
За віковим діапазоном населення розподілялося таким чином: 19,9 % — особи молодші 18 років, 61,3 % — особи у віці 18—64 років, 18,8 % — особи у віці 65 років та старші. Медіана віку мешканця становила 41,2 року. На 100 осіб жіночої статі у місті припадало 101,7 чоловіків;  на 100 жінок у віці від 18 років та старших — 101,3 чоловіків також старших 18 років.
Середній дохід на одне домашнє господарство  становив 56 832 долари США (медіана — 41 250), а середній дохід на одну сім'ю — 67 998 доларів (медіана — 63 333). Медіана доходів становила 46 434 долари для чоловіків та 26 357 доларів для жінок. За межею бідності перебувало 19,5 % осіб, у тому числі 39,6 % дітей у віці до 18 років та 5,2 % осіб у віці 65 років та старших.
Цивільне працевлаштоване населення становило 2501 осіб. Основні галузі зайнятості: освіта, охорона здоров'я та соціальна допомога — 21,9 %, мистецтво, розваги та відпочинок — 10,4 %, транспорт — 9,6 %.

### Походження предків
- німці — 35%
- норвежці — 16%
- ірландці — 10%
- англійці, включаючи шотландців — 9%
- французи, поляки, голландці — по 3%
- італійці, шведи — по 2%[10]